# Oskar Bogun von Wangenheim
Karl Friedrich Wilhelm Oskar Bogun von Wangenheim (* 22. März 1830 in Jülich; † 31. Januar 1885 in Berlin) war ein preußischer Generalleutnant und Kommandeur der 9. Division.

## Leben

### Herkunft
Oskar Bogun von Wangenheim war der älteste Sohn des preußischen Generalleutnants Wilhelm Bogun von Wangenheim (1797–1865) und dessen erster Ehefrau Mathilde, geborene von Bülow (1807–1851).

### Militärkarriere
Nach dem Besuch der Kadettenhäuser in Potsdam und Berlin wurde Wangenheim am 22. April 1847 als Sekondeleutnant der 1. Ingenieur-Inspektion der Preußischen Armee aggregiert und mit Patent vom 11. September 1847 zur Garde-Pionier-Abteilung kommandiert. Zur weiteren Ausbildung absolvierte er von Oktober 1847 bis Juni 1849 die Vereinigte Artillerie- und Ingenieurschule und kehrte Ende August 1849 zur Garde-Pionier-Abteilung zurück. Mit der Einrangierung in die 1. Ingenieur-Inspektion wurde Wangenheim am 12. November 1850 Adjutant der Garde-Pionier-Abteilung und war ab Anfang April 1852 zunächst zur Fortifikation nach Kolberg, dann nach Stettin und schließlich nach Königsberg kommandiert. Am 24. Mai 1854 erfolgte seine Ernennung zum Adjutanten der 1. Festungs-Inspektion in Danzig und Mitte Februar 1856 die Beförderung zum Premierleutnant. In gleicher Eigenschaft war Wangenheim ab Mitte Juni 1856 bei der 7. Festungs-Inspektion in Berlin und wurde am 25. März 1858 Adjutant der Generalinspektion des Ingenierkorps und der Festungen. Nachdem er Ende Mai zum Hauptmann aufgestiegen war, folgte von Ende Juli 1860 bis Anfang April 1861 eine Verwendung als Adjutant der 2. Generalinspektion der Festungen. Anschließend kehrte Wangenheim als Kommandeur der 4. Kompanie im Garde-Pionier-Bataillon wieder in den Truppendienst zurück. Unter Stellung à la suite der 1. Ingenieur-Inspektion wurde er am 11. Juni 1864 zum Kriegsministerium in die Abteilung für Ingenieurangelegenheiten kommandiert und Ende Juni hierher versetzt. Bogun avancierte Ende März 1866 zum Major, wurde am 17. Juni 1867 zum Kommandeur des Garde-Pionier-Bataillons ernannt und war zugleich ab Juli 1867 auch als Mitglied der Prüfungskommission für Hauptleute und Premierleutnants des Ingenieurkorps tätig.
Als Oberstleutnant nahm Wangenheim mit seinem Bataillon während des Krieges gegen Frankreich an den Kämpfen bei Gravelotte, Beaumont und Sedan teil, bis man ihn am 8. Oktober 1870 mit der Führung der Pioniertruppen beauftragte, die für den Angriff der Nordseite von Paris bestimmt waren. In dieser Stellung nahm er auch am Gefecht bei Le Bourget teil. Während der Belagerung von Montmédy wurde Wangenheim am 11. Dezember 1870 für die weitere Dauer des mobilen Verhältnisses dem Kaiser Franz Garde-Grenadier-Regiment Nr. 2 aggregiert und mit dessen Führung beauftragt.
Ausgezeichnet mit dem Eisernen Kreuz II. Klasse erfolgte nach dem Friedensschluss am 17. Juni 1871 seine Ernennung zum Regimentskommandeur. Mitte August wurde er Oberst und am 4. September 1871 als Ehrenritter in den Johanniterorden aufgenommen. Am 3. Juli 1875 war er zur Begleitung des deutschen Kronprinzen Friedrich zur Beisetzung des Kaisers Ferdinand I. nach Wien kommandiert. Unter Stellung à la suite wurde er am 28. Oktober 1875 mit der Führung der 11. Infanterie-Brigade in Brandenburg an der Havel beauftragt, am 18. Mai 1876 zum Brigadekommandeur ernannt sowie Ende Mai 1876 zum Generalmajor befördert. Am 18. September 1880 erhielt Wangenheim den Kronen-Orden II. Klasse mit Stern. Er wurde am 11. Juni 1882 zum Kommandeur der 9. Division in Glogau ernannt und zeitgleich zum Generalleutnant befördert. Mitte September 1882 würdigte ihn Kaiser Wilhelm I. mit dem Stern zum Roten Adlerorden II. Klasse mit Eichenlaub und am 24. Juni 1884 wurde er zum Rechtsritter des Johanniterordens ernannt.
Aufgrund einer Darmfistel musste sich Wangenheim in Berlin einer Operation unterziehen, in deren Verlauf er starb. Am 3. Februar 1885 wurde er auf dem Invalidenfriedhof beigesetzt.

### Familie
Wangenheim heiratete am 31. August 1856 in Danzig Klara Schach von Wittenau (1830–1861), eine Tochter des Generalmajors Albert Schach von Wittenau. Nach ihrem Tod heiratete er am 2. Oktober 1865 in Koblenz Maria Kehrmann (1841–1919), eine Tochter des Kaufmanns Friedrich Kehrmann. Aus den Ehen gingen mehrere Kinder hervor:
- N.N. (*/† 1861)
- Mathilde (1866–1946)

⚭ 1889 (geschieden 1904) Moritz von Carstanjen (1860–1916), erblicher preußischer Adelsstand 1881 für seinen Vater; Herr auf Theißenhof, Buscherhof und Paulshof (beigesetzt im zum Haus Carstanjen gehörigen Mausoleum von Carstanjen)
⚭ 1905 Hans Georg von Elpons (1865–1933), kaiserlich deutscher Bezirksamtmann
- Oskar (1868–1914), preußischer Major ⚭ 1899 Dorothea von Brause (* 1879)
- Fritz (1870–1874)
- Maria (1873–1936) ⚭ Karl Windecker (1862–1933), Oberst a. D.[3]
- Elsa